# Les Trois Villes
Pour les articles homonymes, voir Trois-Villes.
Les Trois Villes est un cycle romanesque écrit par Émile Zola entre 1893 et 1898. Il suit directement le cycle précédent du romancier : Les Rougon-Macquart. Son héros, l'abbé Pierre Froment, sert de fil rouge aux trois romans, Lourdes, Rome et Paris, dans lesquels Zola s'interroge sur la place de la religion dans la société moderne, mais aussi sur la confrontation entre une bourgeoisie rayonnante face à un monde ouvrier misérable.

## «Lourdes»

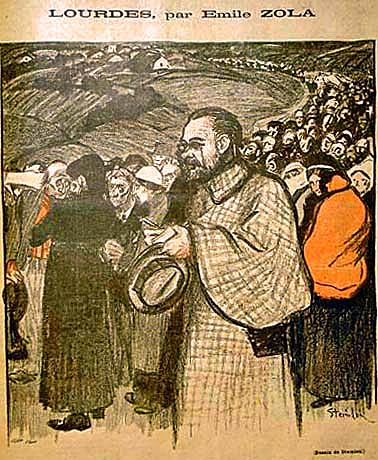
Théophile Alexandre Steinlen, Émile Zola au pèlerinage de Lourdes, paru dans Gil Blas illustré du 22 avril 1894

Un voyage dans les Pyrénées conduit Zola à Lourdes en 1891, où il observe effaré « un monde de croyants hallucinés ».

Il annonce son projet sur la ville miraculeuse en juillet 1892, dans le périodique Gil Blas, « sans intention malveillante ».

Sous la conduite du baron Malet et sous celle de M. de Lacvivier, le 25 août 1892, Zola visita la Grotte, le magasin des cierges, le bureau des envois de l’eau de Lourdes, puis le rosaire, la Crypte et la Basilique. Ces deux notables inspirèrent le personnage du baron Suire dans Lourdes et sont directement nommés dans Mes voyages ; Lourdes, Rome.

Puis repart pour le centre de pèlerinage, voyage à l'issue duquel il décide de scinder l'œuvre à venir en deux romans, avec Rome.

À l'automne, il rajoute Paris, « la part du socialisme qui ouvre vers le XXe siècle » aux deux premiers, concevant finalement un nouveau cycle portant sur la place du religieux dans la société française de la fin du XIXe siècle.
Il écrit : « Ma trilogie, qui contiendra le bilan religieux, philosophique et social du siècle, sera moins pessimiste que le reste de mon œuvre, et animée d'un souffle d'idéal et d'espoir ».
Lourdes paraît le 25 juillet 1894, après avoir été publié en feuilleton dans Gil Blas.
L'intrigue expose cinq journées d'un pèlerinage mettant en scène l'abbé Pierre Froment, personnage fil rouge du cycle.
Le roman peint tout à la fois la souffrance des pèlerins dans leur foi et « le besoin de surnaturel persistant chez l'homme malgré les conquêtes de la science ».

Il dénonce aussi les escroqueries à la guérison, les rivalités entre les différents courants du clergé, les Pères de la grotte assimilés à de nouveaux marchands du temple.

Les réactions à la publication de Lourdes sont immédiates, la polémique lancée par Mgr Ricard est reprise et alimentée par la droite catholique.

Elle aboutit à la mise à l'Index du roman et de toute l'œuvre d'Émile Zola.

Cependant, le livre remporte un succès énorme, vendu à cent vingt mille exemplaires en un mois, troisième roman de Zola le plus vendu au 1er mars 1898.

## «Rome»
Le second volume des Trois Villes, Rome, place l'action dans la ville sainte, où Pierre Froment est venu défendre son livre, La Rome nouvelle contre une éventuelle mise à l'Index.
Il s'y mêle une histoire d'amour sous une forme mélodramatique, puisque les deux amants Dario et Benedetta meurent victimes du poison des Borgias, des tableaux sans concessions du Pape et de son clergé, mais aussi de belles descriptions d'une Rome tridimensionnelle (antique, religieuse et moderne en pleine construction).
C'est l'occasion pour Zola de dresser le bilan d'un « néochristianisme » qui tente d'assimiler la modernité d'une conscience universelle en évolution, au carrefour des XIXe et XXe siècles.
Comme toujours, le romancier s'est très sérieusement documenté, voyageant pendant six semaines à Rome et en Italie fin 1894.
Mais malgré sa demande, il ne fut pas reçu par le Pape Léon XIII.

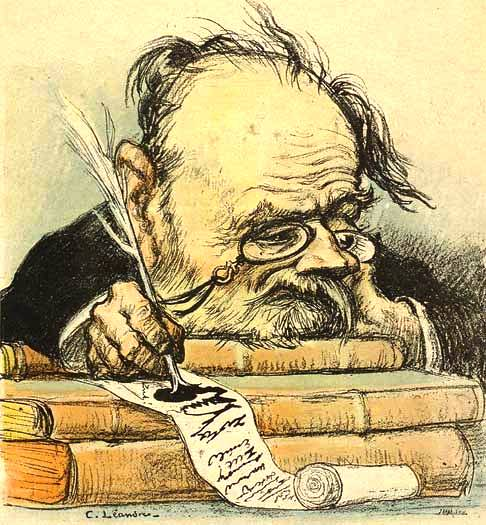
« Enfin ! M. Zola arrive au bout de son rouleau en mettant au monde Paris. Le père et l'enfant se portent bien tout de même ». Caricature de C. Léandre vers 1898

Rome est publié simultanément en feuilleton dans Le Journal à Paris et dans La Tribuna à Rome à partir de décembre 1895 jusqu'à mai 1896.
Le volume est en librairie le 8 mai 1896.
Les réactions sont partagées, avec une nouvelle polémique logiquement issue des milieux de la droite cléricale et conservatrice.
Sa presse ne trouve aucun intérêt dans le roman, et dresse la liste des invraisemblances qui gâteraient l'ouvrage.
Zola est même accusé de plagiat à l'occasion d'une campagne visant à lui barrer une fois de plus l'entrée de l'Académie française, et il se doit de répondre par un article très documenté en exposant toutes ses sources.
Mais déjà, le romancier pense à clore sa trilogie.

## «Paris»
L'idée de Paris est venue à Zola en septembre 1892.
Le contexte anarchiste des années 1892-1894 avec leurs attentats, mais aussi la révélation du Scandale de Panamá, qui met en cause  une part du monde politique républicain et la sphère financière, inspirent l'écrivain.
Pierre Froment est donc toujours le personnage principal.
Ayant perdu toute foi, il décide de se consacrer à la charité envers les plus pauvres, sans succès.
Il s'oppose à son frère chimiste et anarchiste, concepteur d'un nouvel explosif surpuissant, qui veut changer le monde par l'usage de la terreur et de la violence.
Le héros comprend alors la nécessité d'un renouvellement organisationnel de la société pour combattre la misère.
Zola brosse aussi le tableau du Paris de l'argent, de la politique et du plaisir, en opposition à l'extrême pauvreté qui pousse à l'anarchie.
Rédigé de janvier à août 1897, le roman est d'abord publié dans Le Journal d'octobre 1897 au 9 février 1898.
La parution de l'ouvrage tombe en pleine affaire Dreyfus, au moment où Zola publie J'Accuse...!.
Le romancier décide de décaler la parution de Paris au 1er mars 1898, à la demande de son éditeur, Charpentier.
Comme il était possible de s'y attendre, la réaction de la presse de droite conservatrice est d'autant plus hostile que des personnalités d'extrême droite, comme Édouard Drumont se sont reconnus au fil des chapitres.
La critique véhémente du livre se conjugue au lynchage médiatique consécutif à la condamnation de Zola.
À gauche, Jaurès affirme que « Paris est une protestation hardie contre toutes les puissances de mensonge et de servitude ».
Léon Blum quant à lui, écrit : « Jamais M. Zola n'a développé avec plus de lucidité et de force sa vision optimiste de l'humanité en marche ».

## Les manuscrits et notes préparatoires
En 1906, Alexandrine Zola, alors veuve de l'auteur, fait don à la Bibliothèque Méjanes des manuscrits et notes préparatoires des Trois Villes. Les manuscrits de chaque ville comptent cinq volumes reliés, ainsi que douze boîtes de notes et documents préparatoires (ébauches, plans, etc.). Alexandrine concéda ce don à condition que soit rendu un hommage à son mari défunt, en la ville d'Aix-en-Provence, ce qui se concrétisa, entre autres, sous la forme d'un buste sculpté par Philippe Solari, dont l'inauguration se fit à la bibliothèque Méjanes.

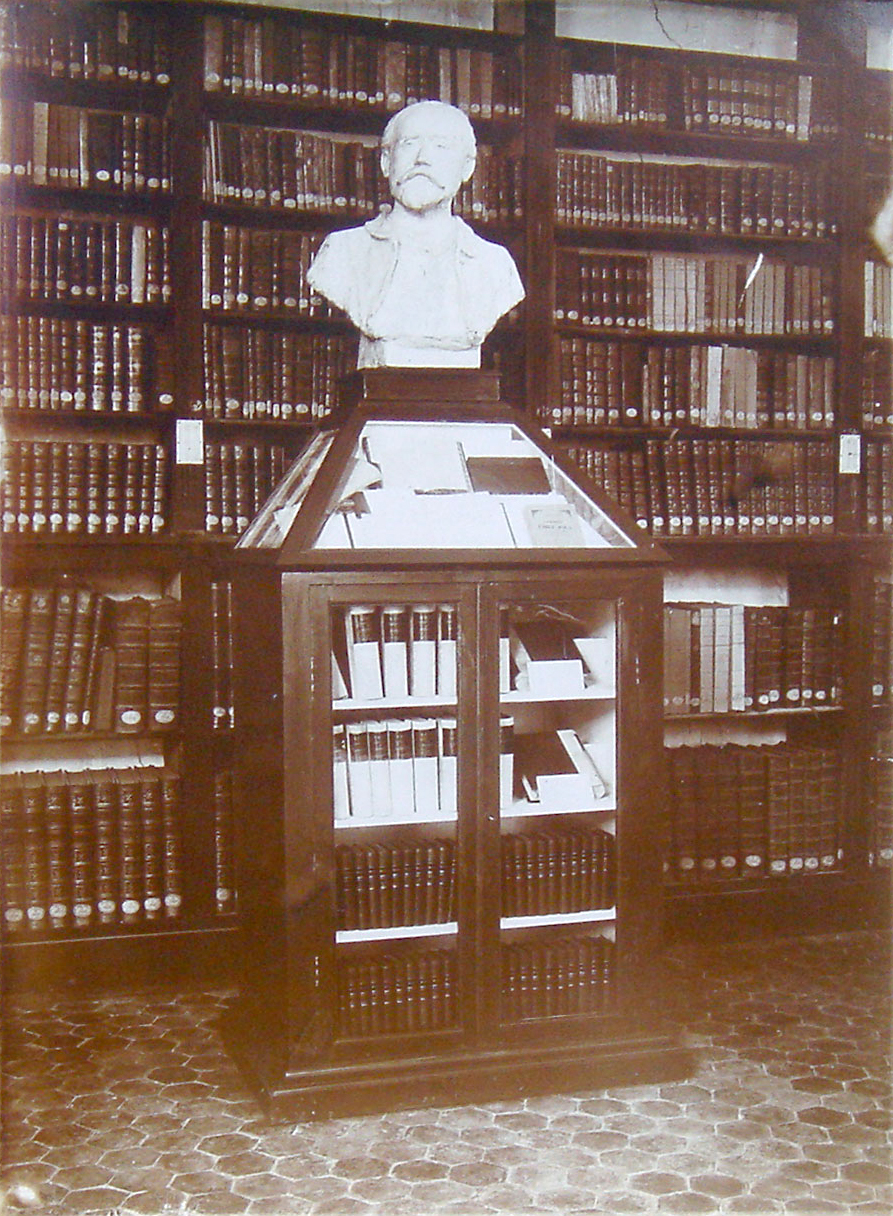
Photographie du buste d'Emile Zola, lors de son inauguration à la Bibliothèque Méjanes

## Livres audio
Éditions gratuites
- Émile Zola (auteur) et Pomme (narratrice), Les Trois Villes : Lourdes, litteratureaudio.com, 2 mai 2011 (écouter en ligne)Téléchargement MP3, sous forme de fichiers séparés ou d'archives groupées ; durée : 22 h 17 min environ.
- Émile Zola (auteur) et Pomme (narratrice), Les Trois Villes : Rome, litteratureaudio.com, 1er juin 2011 (écouter en ligne)Téléchargement MP3, sous forme de fichiers séparés ou d'archives groupées ; durée : 31 h 42 min environ.
- Émile Zola (auteur) et Pomme (narratrice), Les Trois Villes : Paris, litteratureaudio.com, 14 juin 2011 (écouter en ligne)Téléchargement MP3, sous forme de fichiers séparés ou d'archives groupées ; durée : 23 h 3 min environ.